# Бурчинский, Георгий Иосифович
Георгий Иосифович Бурчинский (19 апреля [2 мая] 1908, Киев — 21 января 1993, Киев) — советский военный врач-терапевт, полковник медицинской службы (1950), доктор медицинских наук (1959), профессор (1961).

## Биография
Родился 19 апреля (2 мая) 1908 года в Киеве в семье железнодорожника.
В 1931 году завершил обучение в Киевском медицинском институте, работал в г. Луганске (в течение одного года) в должности главного врача детской поликлиники. С 1932 года врач Бурчинский служит в Красной армии в должности «врача 240-го Краснолученского полка», затем зачислен в кадры и направлен в ноябре в Дальневосточную особую Краснознаменную армию на должность врача 35-й отдельной местной больницы. С апреля 1935 по июнь 1936 года выполнял (по совместительству) обязанности врача Отдельного танкового батальона 22-й стрелковой дивизии Дальневосточной армии.
13 февраля 1936 военному врачу Г. И. Бурчинскому было присвоено воинское звание «военврач 3-го ранга». В этом же году по состоянию здоровья врач Бурчинский Г. И. был демобилизован из Красной армии, вернулся в Киев, работал в должности участкового врача 2-й городской поликлиники. В сентябре 1936 года был зачислен в клиническую ординатуру, а затем переведён в аспирантуру при кафедре факультетской терапии 2-го Киевского медицинского института. На кафедре под руководством профессора В. М. Иванова врач Бурчинский начал научные исследования.
В марте 1938 года Бурчинский был «по спецнабору призван в Красную армию» и назначен на должность начальника военного госпиталя. На время призыва в армию аспирант Бурчинский завершил диссертацию «Сущность феномена оседания эритроцитов и его клиническое значение» на соискание учёной степени кандидата медицинских наук.
31 июля 1939 года врач-терапевт Г. И. Бурчинский начал военную службу в должности ординатора Киевского военного госпиталя. В 1940 году ординатор Бурчинский четыре месяца (февраль — май) работал в должности старшего преподавателя (по совместительству) и преподавал курс «Внутренние болезни» в Киевском военно-медицинском училище. В мае назначен на должность старшего ординатора Киевского окружного военного госпиталя. В декабре кандидату медицинских наук, терапевту, старшему ординатору Бурчинскому было присвоено воинское звание «военврач 2-го ранга».
В начале Великой Отечественной войны Киевский окружной военный госпиталь эвакуировали в Харьков, позже в Томск. Военный врач 2-го ранга Г. И. Бурчинский с мая 1942 по август 1943 года возглавлял терапевтическое отделение, с августа 1943 по апрель 1946 года работал в должности помощника начальника госпиталя по медицинской части. С введением военным врачам общеармейских воинских званий «военврач 2-го ранга» Бурчинскому Г. И. 15 марта 1943 было присвоено звание майора медицинской службы.
В госпитале в городе Томск по инициативе майора медицинской службы Бурчинского Г. И. было сформировано терапевтическое отделение для лечения раненых воинов с патологией внутренних органов. Под руководством консультанта госпиталя профессора-терапевта М. М. Губергрица были выполнены исследования об изменениях во внутренних органах у больных с огнестрельными ранениями органов груди. Майор медицинской службы Г. И. Бурчинский изучал сепсис, патологию почек у больных при заострённых хронических инфекциях.
Майор медицинской службы терапевт Г. И. Бурчинский в годы войны начал исследовать и патологии лёгких у раненых. Одним из первых в СССР в сотрудничестве с врачом-отоларингологом Б. Л. Французовым применил «методику эндобронхиального введения антибиотиков и бронхоскопическую санацию при лёгочных нагноениях».
В 1946—1952 годах Бурчинский работал в Киевском окружном военном госпитале в основном на должности начальника терапевтического отделения, позже — старшего терапевта госпиталя.
С 22 марта 1952 года и до окончания службы в Советской армии в июне 1961 года полковник медицинской службы Г. И. Бурчинский — главный терапевт Киевского военного округа.
В 1954 году полковник медицинской службы доктор медицинских наук Г. И. Бурчинский был избран заведующим кафедрой терапии стоматологического факультета Киевского медицинского института имени А. А. Богомольца, в 1962 году — заведующим кафедрой факультетской терапии этого же медицинского института, и возглавлял её 24 года.
Жил в Киеве в доме на улице Горького (ныне Антоновича), 19/21, квартира 6.
Умер 21 января 1993 года от инфаркта миокарда. Похоронен в Киеве на Байковом кладбище (участок № 7).

## Научная работа
Основные труды посвящены вопросам пульмонологии (лёгочным нагноениям) и язвенной болезни. Разработал концепцию о нервотрофической сути язвенной болезни, на основе чего ввёл методы консервативного лечения этой болезни.
На протяжении многих лет профессор Бурчинский возглавлял также Общество терапевтов Украины, был членом Президиума учёного совета Министерства здравоохранения Украины, президиума Всесоюзного общества терапевтов, заместителем председателя Всесоюзного общества гастроэнтерологов, членом редакционных советов журналов «Врачебное дело», «Клиническая медицина», «Терапевтический архив», входил в редакционную коллегию «Большой медицинской энциклопедии».

## Награды
- Заслуженный деятель науки УССР (1968);
- Государственная премия УССР в области науки и техники (1980) — за учебник «Внутренние болезни», опубликованный в 1977 году;
- дважды орден Трудового Красного Знамени;
- орден Красного Знамени;
- орден Отечественной войны 2-й степени;
- орден Красной Звезды;
- медали.